# Living (construtora)
A Living é uma construtora brasileira que atua nos mercados imobiliário, construção, e incorporação. É uma subsidiária do grupo Cyrela, a segunda maior incorporadora do Brasil em 2013.
A Living foi criada para atender o segmento econômico e médio padrão. 

## História
O Grupo Cyrela foi construído em 1962 por Elie Horn. No início a empresa dedicava-se às atividades de incorporação de edifícios residenciais e comerciais, enquanto a construção e venda dos projetos eram terceirizados.
Em 1981, foram criadas as subsidiárias Cyrela Construtora e Seller Consultoria Imobiliária e Representação, que passaram a ser responsáveis pela construção e venda exclusiva dos imóveis, Cyrela, respectivamente.[carece de fontes?]
Em Setembro de 2005, a Cyrela fez a sua primeira oferta pública no mercado de ações.
Em 2006, foi criada a subsidiária Living. Em 2011 a Living  desenvolveu uma ferramenta que permite que o potencial cliente simule o valor do financiamento para a compra do imóvel. O Simulador de Financiamento é gratuito e pode ser utilizado tanto por clientes da construtora como por outros usuários. 
Em Maio de 2014, Elie Horn deixou o comando do Grupo Cyrela, que passou a ser liderada pelos seus filhos Efraim e Raphael Horn. Elie Horn segue como presidente do conselho da incorporadora.

## Localização
A sede do grupo esta localizada na cidade de São Paulo e atua em outros estados:
- São Paulo
- Rio de Janeiro
- Bahia
- Espírito Santo
- Goiás
- Maranhão
- Minas Gerais
- Pará
- Paraná
- Pernambuco
- Rio Grande do Norte
- Rio Grande do Sul
- Santa Catarina
- DF - Brasília